# Гренобль (округ)
Округ Гренобль (фр. Arrondissement de Grenoble) — округ у Франції, в департаменті Ізер. 2023 року округ об'єднував 263 муніципалітети, населення становило 746 358 осіб.
Адміністративний центр (супрефектура) — Гренобль.

## Муніципалітети
Список муніципалітетів округу та їхні коди INSEE:
1. Авіньйоне (38023)
2. Аллевар (38006)
3. Аллемон (38005)
4. Амбель (38008)
5. Анжен (38153)
6. Антр-де-Гює (38155)
7. Антрег (38154)
8. Барро (38027)
9. Бернен (38039)
10. Бесс (38040)
11. Бессен (38041)
12. Бів'є (38045)
13. Бовуар-ан-Руаян (38036)
14. Бокруассан (38030)
15. Больє (38033)
16. Бофен (38031)
17. Брессон (38057)
18. Бріє-ет-Ангонн (38059)
19. Вальбонне (38518)
20. Вальжуффре (38522)
21. Варасьє (38523)
22. Варс-Альєр-е-Риссе (38524)
23. Ватільє (38526)
24. Венон (38533)
25. Вере-Воруаз (38540)
26. Візій (38562)
27. Віллар-Бонно (38547)
28. Віллар-де-Лан (38548)
29. Віллар-Нотр-Дам (38549)
30. Віллар-Рекюла (38550)
31. Віллар-Реймон (38551)
32. Віллар-Сен-Кристоф (38552)
33. Віне (38559)
34. Віф (38545)
35. Вожані (38527)
36. Вольнавей-ле-Ба (38528)
37. Вольнавей-ле-О (38529)
38. Ворепп (38565)
39. Вуарон (38563)
40. Вуре (38566)
41. Гонселен (38181)
42. Гренобль (38185)
43. Гресс-ан-Веркор (38186)
44. Домен (38150)
45. Ейбан (38158)
46. Ербей (38188)
47. Ешироль (38151)
48. Жаррі (38200)
49. Ж'єр (38179)
50. Ізо (38194)
51. Ізрон (38195)
52. Ке-ан-Шартрез (38328)
53. Кенсьє (38330)
54. Кет-ан-Бомон (38329)
55. Клаванз-ан-От-Уазан (38112)
56. Кле (38111)
57. Клель (38113)
58. Коньє (38116)
59. Коньєн-ле-Горж (38117)
60. Кор (38128)
61. Коранк (38126)
62. Корнійон-ан-Трієв (38127)
63. Коррансон-ан-Веркор (38129)
64. Крас (38137)
65. Кре-ан-Бельдонн (38439)
66. Кроль (38140)
67. Кублеві (38133)
68. Ла-Бюїсс (38061)
69. Ла-Бюїсьєр (38062)
70. Ла-Валетт (38521)
71. Ла-Гард (38177)
72. Ла-Комб-де-Лансе (38120)
73. Ла-Морт (38264)
74. Ла-Мотт-д'Авеян (38265)
75. Ла-Мотт-Сен-Мартен (38266)
76. Ла-Мюр (38269)
77. Ла-Мюретт (38270)
78. Ла-П'єрр (38303)
79. Ла-Рив'єр (38338)
80. Ла-Салетт-Фаллаво (38469)
81. Ла-Саль-ан-Бомон (38470)
82. Ла-Сон (38495)
83. Ла-Сюр-ан-Шартрез (38407)
84. Ла-Террасс (38503)
85. Ла-Тронш (38516)
86. Ла-Флашер (38166)
87. Ла-Шапель-дю-Бар (38078)
88. Лаваль (38206)
89. Лавальдан (38207)
90. Лавар (38208)
91. Лалле (38204)
92. Л'Альбанк (38004)
93. Лан-ан-Веркор (38205)
94. Лаффре (38203)
95. Ле-Бур-д'Уазан (38052)
96. Ле-Версу (38538)
97. Ле-Гюа (38187)
98. Ле-Дез-Альп (38253)
99. Ле-Кот-де-Кор (38132)
100. Ле-Монетьє-дю-Персі (38243)
101. Ле-Мутаре (38268)
102. Ле-О-Бреда (38163)
103. Ле-Саппе-ан-Шартрез (38471)
104. Ле-Туве (38511)
105. Ле-Френе-д'Уазан (38173)
106. Ле-Шам-пре-Фрож (38070)
107. Ле-Шейла (38100)
108. Лез-Адре (38002)
109. Лембен (38214)
110. Ліве-е-Гаве (38212)
111. Маллеваль-ан-Веркор (38216)
112. Манс (38226)
113. Марсьє (38217)
114. Мейлан (38229)
115. Мейр-Савель (38224)
116. Мізоен (38237)
117. Мірибель-Ланшатр (38235)
118. Мірибель-лез-Ешель (38236)
119. Мон-Сен-Мартен (38258)
120. Монбонно-Сен-Мартен (38249)
121. Монетьє-д'Амбель (38241)
122. Монетьє-де-Клермон (38242)
123. Монтань (38245)
124. Монтейнар (38254)
125. Монто (38248)
126. Моншабу (38252)
127. Моретт (38263)
128. Муаран (38239)
129. Мюрине (38272)
130. Мюр'янетт (38271)
131. Нант-ан-Ратьє (38273)
132. Нотр-Дам-де-Комм'є (38277)
133. Нотр-Дам-де-л'Озьє (38278)
134. Нотр-Дам-де-Мезаж (38279)
135. Нотр-Дам-де-Во (38280)
136. Нуаяре (38281)
137. О (38289)
138. Оберив-ан-Руаян (38018)
139. Орі (38020)
140. Орі-ан-Ратьє (38283)
141. Орнон (38285)
142. Отран-Меодр-ан-Веркор (38225)
143. Пеллафоль (38299)
144. Персі (38301)
145. П'єрр-Шатель (38304)
146. Плато-де-Петіт-Рош (38395)
147. Польєна (38310)
148. Пон-ан-Руаян (38319)
149. Пон-де-Кле (38317)
150. Понсонна (38313)
151. Поншарра (38314)
152. Пребуа (38321)
153. Прель (38322)
154. Провейзьє (38325)
155. Прюньєр (38326)
156. Пуаза (38309)
157. Ранкюрель (38333)
158. Ревель (38334)
159. Ренаж (38332)
160. Реомон (38331)
161. Рив (38337)
162. Ровон (38345)
163. Руассар (38342)
164. Сарсена (38472)
165. Сассенаж (38474)
166. Сейссен (38486)
167. Сейссіне-Паризе (38485)
168. Сен-Бартелемі-де-Сешильєнн (38364)
169. Сен-Блез-дю-Бюї (38368)
170. Сен-Бодій-е-Піпе (38366)
171. Сен-Бонне-де-Шавань (38370)
172. Сен-Венсан-де-Меркюз (38466)
173. Сен-Веран (38463)
174. Сен-Гійом (38391)
175. Сен-Жан-де-Муаран (38400)
176. Сен-Жан-де-Во (38402)
177. Сен-Жан-д'Еран (38403)
178. Сен-Жан-ле-В'є (38404)
179. Сен-Жерве (38390)
180. Сен-Жозеф-де-Рив'єр (38405)
181. Сен-Жорж-де-Комм'є (38388)
182. Сен-Жуст-де-Кле (38409)
183. Сен-Ілер-дю-Розьє (38394)
184. Сен-Кантен-сюр-Ізер (38450)
185. Сен-Касьян (38373)
186. Сен-Кристоф-ан-Уазан (38375)
187. Сен-Кристоф-сюр-Гює (38376)
188. Сен-Латьє (38410)
189. Сен-Лоран-дю-Пон (38412)
190. Сен-Лоран-ан-Бомон (38413)
191. Сен-Максімен (38426)
192. Сен-Марселлен (38416)
193. Сен-Мартен-де-Клель (38419)
194. Сен-Мартен-де-ла-Клюз (38115)
195. Сен-Мартен-д'Ер (38421)
196. Сен-Мартен-д'Юр'яж (38422)
197. Сен-Мартен-ле-Віну (38423)
198. Сен-Мішель-ан-Бомон (38428)
199. Сен-Мішель-ле-Порт (38429)
200. Сен-Морис-ан-Трієв (38424)
201. Сен-Мюрі-Монтеймон (38430)
202. Сен-Назер-лез-Ейм (38431)
203. Сен-Нізьє-дю-Мушротт (38433)
204. Сен-Нікола-де-Машерен (38432)
205. Сен-Оноре (38396)
206. Сен-П'єрр-де-Шартрез (38442)
207. Сен-П'єрр-де-Шеренн (38443)
208. Сен-П'єрр-де-Меаро (38444)
209. Сен-П'єрр-де-Мезаж (38445)
210. Сен-П'єрр-д'Антремон (38446)
211. Сен-Поль-де-Варс (38436)
212. Сен-Поль-ле-Монетьє (38438)
213. Сен-Роман (38453)
214. Сен-Совер (38454)
215. Сен-Теоффре (38462)
216. Сент-Андеоль (38355)
217. Сент-Андре-ан-Руаян (38356)
218. Сент-Антуан-л'Аббеї (38359)
219. Сент-Аньє (38350)
220. Сент-Апполінар (38360)
221. Сент-Аре (38361)
222. Сент-Егрев (38382)
223. Сент-Етьєнн-де-Кроссе (38383)
224. Сент-Ісм'є (38397)
225. Сент-Люс (38414)
226. Сент-Марі-д'Аллуа (38417)
227. Сент-Марі-дю-Мон (38418)
228. Сент-Опр (38362)
229. Серр-Нерполь (38275)
230. Сешильєнн (38478)
231. Сінар (38492)
232. Сусвіль (38497)
233. Сюсвіль (38499)
234. Сьєво (38489)
235. Тансен (38501)
236. Тей (38504)
237. Теш (38500)
238. Треміні (38514)
239. Треффор (38513)
240. Тюллен (38517)
241. Уль (38286)
242. Фонтаній-Корнійон (38170)
243. Фонтен (38169)
244. Фрож (38175)
245. Шам-сюр-Драк (38071)
246. Шампаньє (38068)
247. Шамрусс (38567)
248. Шантесс (38074)
249. Шантпер'є (38073)
250. Шапареян (38075)
251. Шарнекль (38084)
252. Шассле (38086)
253. Шатель-ан-Трієв (38456)
254. Шатлю (38092)
255. Шато-Бернар (38090)
256. Шатт (38095)
257. Шеврієр (38099)
258. Ширан (38105)
259. Шишильян (38103)
260. Шолонж (38106)
261. Шоранш (38108)
262. Юе (38191)
263. Юртьєр (38192)